# Роволон
Роволон (итал. Rovolon) је насеље у Италији у округу Падова, региону Венето.
Према процени из 2011. у насељу је живело 355 становника. Насеље се налази на надморској висини од 131 м.

## Становништво
Према резултатима пописа становништва 2011. у општини је живело 4.777 становника.
| 1931. | 1936. | 1951. | 1961. | 1971. | 1981. | 1991. | 2001. | 2011. |
| ----- | ----- | ----- | ----- | ----- | ----- | ----- | ----- | ----- |
| 4.882 | 4.682 | 4.654 | 3.858 | 3.472 | 3.565 | 3.834 | 4.171 | 4.777 |

## Партнерски градови
- Cotiporã